# Robin Schmidt
Robin Schmidt (Hendrik-Ido-Ambacht, 23 maart 1965) is een voormalig Nederlands voetballer die in zijn loopbaan onder andere uitkwam voor Sparta Rotterdam en FC Twente. Hij speelde zowel als aanvaller en als middenvelder. Ook zijn zoon Vincent Schmidt werd profvoetballer.

## Loopbaan
Schmidt speelde oorspronkelijk voor ASWH uit Hendrik-Ido-Ambacht. Hij werd als jeugdspeler ingelijfd door Sparta, waar hij in 1983 onder trainer Bert Jacobs aan de eerste selectie werd toegevoegd. Hij kwam in zijn eerste seizoen als invaller uit in de twee ontmoetingen met Spartak Moskou in de UEFA Cup. Schmidt maakte tevens deel uit van het Nederlands militaire elftal, Jong Oranje (1984-1986) en het Olympisch elftal (1986-1988). Na vijf seizoenen Sparta maakte Schmidt in 1988 voor een transfersom van 250.000 gulden de overgang naar FC Twente, waar hij de opvolger moest worden van de naar Ajax vertrokken Ron Willems. Bij Twente werd Schmidt herenigd met trainer Theo Vonk, met wie hij eerder bij Sparta te maken had gehad.
Ook bij FC Twente had Schmidt een geregelde basisplaats. In vier seizoenen kwam hij uit in honderd officiële wedstrijden, waarin hij negentien keer scoorde. In seizoen 1989/90 stond hij opgesteld in de Europese ontmoetingen met Club Brugge. In zijn laatste twee seizoenen belandde hij vaker op de reservebank.  
Na afloop van het seizoen 1991/92 vertrok hij naar SVV/Dordrecht'90 (in september 1992 hernoemd in Dordrecht'90). In zijn tweede seizoen in Dordrecht werd hij afgekeurd voor het betaald voetbal. In 1994 trok hij naar de Duitse amateurvereniging SuS Stadtlohn, dat uitkwam in de Oberliga. Hij stopte in februari 1995 vanwege een chronische blessure. Na zijn loopbaan speelde hij geregeld mee in het team van oud-spelers van FC Twente.